# Melissa (Texas)
Melissa város az Amerikai Egyesült Államok Texas államában, Collin megyében. Lakosainak száma 13 901 fő (2020. április 1.).

## Népesség
A település népességének változása:
| Lakosok száma | 4695 | 12 117 | 13 901 |
|               | 2010 | 2019   | 2020   |